# Gevorg Ghazaryan
Gevorg Ghazaryan (Ereván, 5 de abril de 1988) es un exfutbolista armenio que jugaba de centrocampista.

## Selección nacional
Fue internacional con la selección de fútbol de Armenia. Fue internacional sub-19 y sub-21, antes de convertirse en internacional absoluto el 22 de agosto de 2007 en un partido de clasificación para la Eurocopa 2008 frente a la selección de fútbol de Portugal.

## Clubes
| Club                        | País       | Año       |
| --------------------------- | ---------- | --------- |
| F. C. Pyunik Ereván         | Armenia    | 2006-2011 |
| Banants Ereván (cedido)     | Armenia    | 2007      |
| Metalurg Donetsk            | Ucrania    | 2011-2014 |
| Shakhter Karagandy (cedido) | Kazajistán | 2013      |
| Olympiacos                  | Grecia     | 2014-2015 |
| AO Kerkyra                  | Grecia     | 2015      |
| C. S. Marítimo              | Portugal   | 2015-2018 |
| G. D. Chaves                | Portugal   | 2018-2019 |
| AEL Limassol F. C.          | Chipre     | 2019-2021 |
| F. C. Pyunik Ereván         | Armenia    | 2021-2022 |
| F. C. Ararat-Armenia        | Armenia    | 2022-2023 |

## Palmarés

### Títulos nacionales
| Título                  | Club                | País    | Año  |
| ----------------------- | ------------------- | ------- | ---- |
| Liga Premier de Armenia | F. C. Pyunik Ereván | Armenia | 2006 |
| Liga Premier de Armenia | F. C. Pyunik Ereván | Armenia | 2007 |
| Supercopa de Armenia    | F. C. Pyunik Ereván | Armenia | 2007 |
| Liga Premier de Armenia | F. C. Pyunik Ereván | Armenia | 2008 |
| Supercopa de Armenia    | F. C. Pyunik Ereván | Armenia | 2008 |
| Liga Premier de Armenia | F. C. Pyunik Ereván | Armenia | 2009 |
| Copa de Armenia         | F. C. Pyunik Ereván | Armenia | 2009 |
| Liga Premier de Armenia | F. C. Pyunik Ereván | Armenia | 2010 |
| Copa de Armenia         | F. C. Pyunik Ereván | Armenia | 2010 |
| Supercopa de Armenia    | F. C. Pyunik Ereván | Armenia | 2010 |
| Superliga de Grecia     | Olympiacos          | Grecia  | 2015 |
| Copa de Grecia          | Olympiacos          | Grecia  | 2015 |
| Liga Premier de Armenia | F. C. Pyunik Ereván | Armenia | 2022 |